# Angelonija
Angelonija (lat. Angelonia), rod zeljastog bilja i grmova iz porodice trpučevki, dio je tribusa Angelonieae.
Na popisu se nalazi 28 priznatih vrsta rasprostranjenih od Meksika do sjeverne Argentine,

## Etimologija
Latinski prijevod venezuelanskog uobičajenog imena angelon.

## Opis
Jednogodišnje i višegodišnje raslinje. Stabljike su uspravne, dlakave [gole]. Cvatovi na vrhu. Cvjetovi dvospolni; čašičnih listića 5, bazalno spojenih. Prašnika 4, bazalno priraslih vjenčiću, dvostruki. Jajnik 2-lokularni. Sjemenke 10-50, svijetlosmeđe do smeđe, prizmatične, bez krilaca.

## Vrste
1. Angelonia acuminatissima Herzog
2. Angelonia alternifolia V.C.Souza
3. Angelonia angustifolia Benth.
4. Angelonia arguta Benth.
5. Angelonia biflora Benth.
6. Angelonia bisaccata Benth.
7. Angelonia blanchetii Benth.
8. Angelonia campestris Nees & Mart.
9. Angelonia chiquitensis Herzog
10. Angelonia ciliaris B.L.Rob.
11. Angelonia cornigera Hook.
12. Angelonia crassifolia Benth.
13. Angelonia eriostachys Benth.
14. Angelonia goyazensis Benth.
15. Angelonia hookeriana Gardner ex Benth.
16. Angelonia integerrima Spreng.
17. Angelonia linarioides Taub.
18. Angelonia micrantha Benth.
19. Angelonia minor Fisch. & C.A.Mey.
20. Angelonia parviflora Barringer
21. Angelonia pilosella J.Kickx f.
22. Angelonia pratensis Gardner ex Benth.
23. Angelonia procumbens (Schrad.) Nees & Mart.
24. Angelonia pubescens Benth.
25. Angelonia salicariifolia Bonpl.
26. Angelonia serrata Benth.
27. Angelonia tomentosa Moric. ex Benth.
28. Angelonia verticillata Philcox

## Sinonimi
- Monopera Barringer
- Phylacanthus Benth.
- Physidium Schrad.
- Schelveria Nees & Mart.
- Thylacantha Nees & Mart.